# 糖化反応
糖化反応（とうかはんのう、Glycation）とは、フルクトースやグルコースなどの糖の分子が有するケトン基やアルデヒド基が酵素の働きなしにタンパク質または脂質などのアミノ残基やヒドロキシ基に結合する事を起点に起こる一連の化学反応の事である。特に食品科学分野を中心にメイラード反応とも呼ばれる。
糖化反応は生体内でも生体外でも起こりうる。酵素の触媒作用に制御されたタンパク質や脂質への糖の付加はグリコシル化反応として区別される。グリコシル化反応では特定の位置に糖が結合し、元の分子の働きを損なうことはないのに対して、糖化反応ではランダムに結合し、分子の働きを損なうこともある。フルクトースを用いた初期の研究によって、糖化反応の重要性が分かってきた。

## 生体外糖化反応
生体外での糖化反応は、砂糖をタンパク質や脂質とともに調理する時などに起こる。温度が120℃以上になると急速に反応が進むが、温度が低くても調理の時間が長いと反応は進行する。
糖化されたタンパク質や脂質は、30%程度が消化されて体内に取り込まれる。メイラード反応のように色が茶色く変色するのがこの反応が起こった証拠である。実際にフライドポテトやパンの色を良くするのに砂糖が使われる。また調理中、糖化反応によって発癌性物質の前駆体であるアクリルアミドが生成する。最近まで、糖化反応が健康に与える影響は取るに足りないものだと考えられてきたが、近年の研究で実際には非常に重大であることが分かってきている。これまで多くの研究が糖尿病に関して行われてきたが、糖化反応は網膜症や心臓病などの発症にも大きく関わっている。
食品製造業者は過去50年に渡って糖化反応物を香料や着色料として使ってきたが、これらによって病気や炎症が引き起こされる可能性は低くない。特に糖化反応物が多い食品は、ドーナツ、バーベキュー、ケーキ、濃い色のソーダなどである。

## 生体内糖化反応
生体内糖化反応は主に血液中に吸収されたグルコース、フルクトース、ガラクトースなどの単糖を用いて行われる。このうちフルクトースとガラクトースは、グルコースに比べて約10倍も糖化反応に使われやすい。糖化反応は、これらの分子が後に受けることになるアマドリ転位反応、イミノ転位反応、メイラード反応など複雑な反応の第一段階となる。生成物の中には害のないものもあるが、反応性が高く、老化現象の主原因として、アンチエイジングの観点から注目されるようになってきている。糖尿病、心臓病、アルツハイマー病、癌、末端神経障害、難聴、失明などの原因となるものもある。病気の種類が広範に渡るのは、糖化反応がきわめて基礎的なレベルで分子と細胞の関係を阻害し、過酸化水素などの強い酸化剤を生成するからである。
糖化された物質は体内からゆっくりと排出され、糖化生成物の半減期は細胞の平均寿命の約2倍にもなる。赤血球細胞は体内で最も短い寿命で約120日であり、糖化生成物の半減期は240日である。このため、血中の糖化されたヘモグロビン（HbA1c）の濃度を観察することにより糖尿病患者の血糖管理状態を把握することができる。逆に、神経細胞など寿命の長い細胞、コラーゲンのように寿命の長いタンパク質やDNAではダメージが長時間蓄積される。また腎臓の糸球体、目の網膜細胞、ランゲルハンス島のβ細胞など代謝の活発な細胞でも、ダメージが蓄積しやすい。さらに血管の上皮細胞は糖化によって直接傷つけられ、冠動脈の入り口など血流の多い場所にアテローム性動脈硬化症などを引き起こすこともある。
以上のようにさまざまな疾患の原因となり、健康維持と深い関わりを持つ現象であるため、抗糖化ケアという言葉も生まれている。

## 寿命との関わり
1971年から1980年のデータで糖尿病患者と日本人一般の平均寿命を比べると男性で約10年、女性では約15年の寿命の短縮が認められた。このメカニズムとして、高血糖により生体のタンパク質が非酵素的に糖化され、タンパク質本来の機能が損われることによって障害が発生することが考えられる。この糖化による影響は、コラーゲンや水晶体蛋白クリスタリンなど寿命の長いタンパク質ほど大きな影響を受ける。例えば白内障は老化によって引き起こされるが、血糖が高い状況ではこの老化現象がより高度に進行することになる。同様のメカニズムにより動脈硬化も進行する。また、糖化反応により生じたフリーラジカル等により酸化ストレスも増大させる。